# Dora Diamant
Dora Diamant (4 de marzo de 1898, Pabianice-Londres, 15 de agosto de 1952) fue una actriz polaca, conocida por ser la compañera en los últimos días del escritor Franz Kafka, al que conoció en un balneario alemán en 1923.

## Biografía
Estudió Arte Dramático en Berlín (Alemania) y, en los años de ascenso de Hitler, se unió al Partido Comunista y se casó con el editor del diario comunista Bandera Roja Ludwig Lask. El 1 de marzo de 1934 nació su hija Franziska Marianne, pero perseguido por la Gestapo, Lask huyó a la Unión Soviética. Dos años más tarde, Diamant y su hija se reunieron con él en la URSS, pero en 1937 Lask fue víctima de las purgas de Stalin y fue enviado a un campo de concentración, al cual sobrevivió, falleciendo en 1973.
Con su hija enferma, en 1939, justo una semana antes de que Alemania invadiese Polonia y se desatese la Segunda Guerra Mundial, Dora logró cruzar toda Europa, pero al llegar a Inglaterra fue arrestada por ser una extranjera enemiga y enviada, junto a su hija, al Campo de Detención de Mujeres de la Isla de Man (1940-1941).
Una vez finalizada la guerra, y con varios seres queridos muertos en el Holocausto, se estableció en Londres, donde fundó un restaurante y un teatro para la comunidad judía. A los 54 años (15 de agosto de 1952), Dora falleció de un fallo renal en la capital británica.